# FNAB-43
La F.N.A-B MOD. 1943, o più comunemente FNAB 43, fu una pistola mitragliatrice camerata per la cartuccia 9 × 19 mm Parabellum. Fu ideata e disegnata dalla fabbrica Società Anonima Revelli Manifattura Armiguerra di Cremona e, costruita presso la Fabbrica Nazionale Armi di Brescia (da cui la sigla), entrò in produzione nel 1942-43 Servì sotto l'Italia fascista e la Repubblica Sociale Italiana nella seconda guerra mondiale, oltre che essere usata, come preda bellica, dalle formazioni partigiane. La FNAB 43 venne soprattutto utilizzato dalle "Forze Speciali della RSI", della camicie nere della MVSN, dalla Xª Flottiglia MAS e dalla Divisione "San Marco".
Era chiamato anche "mitra Zerbino", dal cognome dell'allora Sottosegretario agli Interni della RSI.
Questa arma, potente ed efficace, è soprattutto nota per essere stata impiegata da due componenti delle Brigate Rosse per colpire gli uomini della scorta di Aldo Moro, nel corso del sanguinoso agguato di via Fani del 16 marzo 1978.

## Storia
Un prototipo di questa pistola mitragliatrice venne sviluppato nel 1942 brevetto "Scalori". L'arma era esternamente simile al Beretta MAB 38: ne utilizzava il medesimo calibro e i suoi stessi caricatori. Se ne differenziava invece per il calciolo metallico ribaltabile e per la più complessa organizzazione meccanica: la FNAB 43 impiegava un dispositivo per ritardare l'apertura dell'otturatore, in luogo della semplice chiusura labile del moschetto Beretta. Inoltre, il ciclo di sparo iniziava ad otturatore chiuso, caratteristica che lo apparentava a un moderno fucile automatico piuttosto che alle pistole mitragliatrici coeve.
Si pensa ne siano stati prodotti circa 7000 pezzi. Nel numero vanno comprese anche alcune forniture insistentemente richieste dai cobelligeranti tedeschi.
L'arma venne dotata di un freno compensatore integrale, simile a quello dei mitragliatori russi, e un carter ribaltabile per l'inserimento del caricatore. Il calciolo ribaltabile facilitava anche il trasporto dell'arma da parte delle truppe d'assalto.
L'FNAB 43 nacque in un momento in cui, durante il conflitto mondiale, c'era la tendenza a preferire la costruzione di armi compatte, leggere e di basso costo. Rispetto al MAB 38 e alla coeva TZ-45 non presentava parti in legno, a parte le guancette, né parti stampate, ma era assemblata a partire da pezzi lavorati dal pieno. Questa pistola mitragliatrice richiedeva perciò metodi abbastanza costosi per la sua costruzione ma ciò non ne fermò la produzione (che anzi proseguì fin nelle ultime settimane della guerra) né la sua distribuzione alle forze armate.
Era un'arma ben fatta, precisa ed efficace. La caratteristica di sparare a otturatore chiuso e la cadenza, la rendevano particolarmente stabile e ben controllabile.
Entrò in produzione in un periodo molto difficile - cosa che ne impedì una più larga diffusione - e venne utilizzata soltanto durante l'invasione degli Alleati in Italia. A differenza del MAB 38, poi, offriva il vantaggio del calcio ribaltabile (concettualmente simile a quello della pistola mitragliatrice MP 40 tedesca), che ne permetteva un uso rapido e una notevole facilità di trasporto. Il primo modello aveva un copricanna in alluminio con funzione raffreddante somigliante a quello del PPS43 russo. L'espulsione dei bossoli avveniva verso l'alto.
Questa pistola mitragliatrice venne realizzata prendendo spunto da armi come il PPS-43.
L'Esercito tedesco, che pure ottenne di impiegarne un certo numero, lo definiva Die Beste italienische.
Per le sue caratteristiche meccaniche originali, può per certi versi essere paragonata alla moderna pistola mitragliatrice Heckler & Koch MP5.
Nel 1978, due esemplari di quest'arma, caduti nelle mani delle Brigate Rosse, furono impiegati nella strage di via Fani, che si concluse col sequestro del politico della Democrazia Cristiana Aldo Moro. In quella occasione, i colpi sparati furono esplosi prevalentemente dalle due FNAB-43 in dotazione ai terroristi. I due mitra sarebbero stati impiegati da Valerio Morucci "Matteo", che inizialmente aprì il fuoco da distanza molto ravvicinata sul maresciallo dei carabinieri Oreste Leonardi, e Franco Bonisoli "Luigi", che invece sparò contro gli uomini della scorta. Entrambi i mitra dopo alcune raffiche si sarebbero inceppati. Morucci sarebbe riuscito comunque a risolvere in pochi secondi il problema e a riprendere a sparare con il FNAB-43 uccidendo anche Domenico Ricci, l'autista dell'auto di Moro, mentre Bonisoli dovette ricorrere alla pistola per sparare, insieme a Prospero Gallinari,  contro l'agente Raffaele Iozzino che era sceso dall'auto aprendo il fuoco con la sua Beretta 92.